# Historia de Burundi

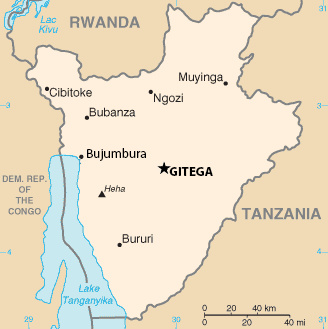
Mapa de Burundi

Burundi es uno de los pocos países de África que, junto con la vecina Ruanda con la que está muy relacionado, es la continuación directa de un antiguo estado africano. Antigua colonia alemana y belga, en 1962 consiguió la independencia y se restauró la antigua monarquía tutsi, bajo la figura del rey Mwambutsa IV. Se proclamó la república en 1966. Burundi ha sido desde los años 60 escenario de varios golpes de Estado y masacres producidas por la rivalidad entre las dos etnias principales del país, los hutus y los tutsis, especialmente entre 1993 y 1999, en que la violencia étnica entre facciones Hutu y Tutsi en Burundi produjo centenares de miles de refugiados y unos 250.000 muertos. A pesar de que algunos refugiados han vuelto desde países vecinos, los enfrentamientos interétnicos han obligado a otros a huir. Las tropas de Burundi, para asegurar sus fronteras, han intervenido en el conflicto de la República Democrática del Congo.

## Reino de Burundi
Los orígenes de Burundi se conocen sólo a través de una mezcla de fuentes históricas orales y de arqueología. Existen dos leyendas principales que narran la fundación de Burundi. La más popular cuenta la historia de un ruandés llamado Cambarantama, al que atribuye la fundación de la nación. La otra versión, más habitual en el Burundi precolonial, decía que Cambarantama provenía del estado meridional de Buha. La noción del origen ruandés del reino fue promovida por los colonizadores europeos, porque se adaptaba a su ideal de una clase dirigente que provenía del noreste hamítico. La teoría ha continuado hasta convertirse en un dogma semioficial en el moderno estado de Burundi. Los historiadores dudan del origen hamítico de los Tutsi, aunque aún se cree que sus ancestros migraron desde el norte a lo que es hoy Burundi en el siglo XV.
La primera prueba de la existencia del estado de Burundi es del siglo XVI, cuando este emerge al pie de las colinas orientales. Durante los siguientes siglos se expande, anexionándose pequeños vecinos y llegando a competir con Ruanda. Alcanzó su mayor extensión durante el reinado de Ntare Rugama, que rigió la nación entre 1796 y 1850 aproximadamente y vio como el reino doblaba su tamaño.
El Reino de Burundi se caracterizaba por la autoridad política jerárquica y el intercambio económico tributario. El rey, conocido como el (U)mwami encabezaba una aristocracia ((a)baganwa) que poseía la mayor parte de las tierras y exigía un tributo o tasa de los campesinos y ganaderos locales. A mediados del siglo XVIII, esta realeza Tutsi consolidó su autoridad sobre la tierra, producción y distribución con el desarrollo del ubugabire— una relación clientelar similar a las características de la Europa del feudalismo, en la que el pueblo recibía protección real a cambio de tributos.
Aunque los exploradores europeos y los misioneros hicieron breves incursiones en la zona tan pronto como en 1856, no fue hasta 1899 que Burundi se convirtió en parte del África Oriental Alemana. A diferencia de la monarquía ruandesa, que decidió aceptar los avances alemanes, el rey de Burundi Mwezi Gisabo se opuso a toda influencia europea, rechazando llevar atuendo europeo y resistiéndose al avance de los misioneros y administradores. Los alemanes utilizaron la fuerza armada con éxito, aunque no pudieron acabar con el poder del rey. Finalmente, apoyaron al yerno del rey, Maconco, en una revuelta contra Gisabo. Gisabo tuvo que aceptar la tutela de los alemanes y los alemanes le ayudaron a acabar con la revuelta de Maconco. Los pequeños reinos que se encontraban a lo largo de la orilla occidental del lago Victoria fueron anexionados a Burundi.

## Gobierno colonial
Aunque la presencia extranjera fue mínima y el poder de decisión de los reyes era tan amplio como con anterioridad, el contacto con los europeos trajo enfermedades devastadoras que afectaron tanto a los seres humanos como a los animales. Estas enfermedades afectaron a toda la región, pero Burundi se vio afectada especialmente. Una hambruna golpeó al país en 1905, y hubo otras que asolaron toda la región de los Grandes Lagos en 1914, 1923 y 1944. Entre 1905 y 1914 murió la mitad de la población de las llanuras occidentales.
En 1916, tropas belgas conquistaron la zona durante la Primera Guerra Mundial. En 1923, la Sociedad de Naciones otorgó una mandato a Bélgica sobre el territorio de Ruanda-Urundi, que comprendía los actuales Ruanda y Burundi, separando de ellos los reinos occidentales, que quedaban incluidos en Tanganyika, administrada por los británicos. Bélgica administró el territorio indirectamente, constituyendo una jerarquía dominada por los Tutsi.
Tras la Segunda Guerra Mundial, Ruanda-Urundi se convirtió en un territorio bajo fideicomiso de Naciones Unidas. Después de 1948, Bélgica permitió la aparición de partidos políticos competidores. Entre ellos destacaron la Unión para el Progreso Nacional (UPRONA), un partido multiétnico dirigido por el príncipe Tutsi Louis Rwagasore y el Partido Cristiano Democrático (PDC), apoyado por Bélgica. En 1961, Rwagasore fue asesinado tras la victoria del UPRONA en elecciones legislativas.

## Independencia

La bandera del Reino de Burundi (1962-1966).

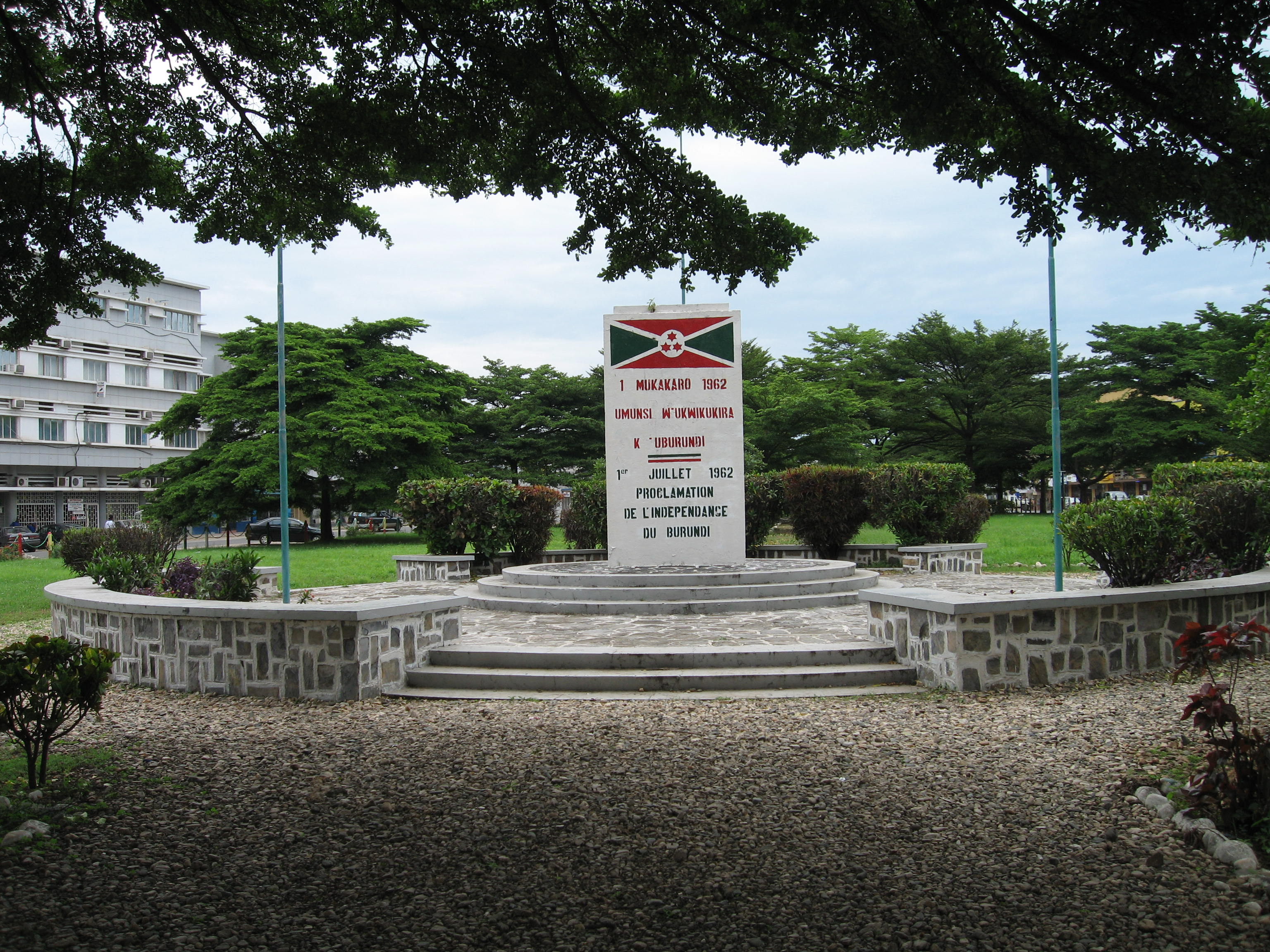
Plaza de la Independencia y monumento en Buyumbura.

La independencia completa se obtuvo el 1 de julio de 1962. En un contexto de democracia débilmente institucionalizada, el rey tutsi Mwambutsa IV estableció una monarquía constitucional que comprendía a hutus y tutsis por igual.
El 15 de enero de 1965 fue asesinado por un tutsi el primer ministro, Pierre Ngendamdumwe, poco después de salir de la maternidad donde su esposa acababa de dar a luz. Al ser un hutu, su muerte desencadenó una serie de revueltas hutus que desestabilizaron el país y tuvieron como respuesta la represión gubernamental. En parte fueron una reacción a los acontecimientos producidos en Ruanda, donde un régimen nacionalista hutu mataba a los tustis. En Burundi, los tutsis se aplicaron para no correr el mismo destino, de modo que gran parte del ejército y las fuerzas policiales estuvieron bajo su control. Durante la Guerra Fría Ruanda se alineó con los Estados Unidos, mientras que Burundi lo hizo con China.
En 1966, el Rey Mwambutsa fue depuesto por su hijo, el Príncipe Ntare V, que a su vez fue depuesto por su primer ministro, el Capitán Michel Micombero en ese mismo año. La monarquía fue abolida y se proclamó la república. Emergió un régimen militar de facto y los disturbios continuaron a lo largo del fin de los años sesenta y los primeros setenta.
El 27 de abril de 1972, una rebelión liderada por algunos hutus miembros de la gendarmería estalló en las ciudades de Rumonge y Nyanza-Lac, en la orilla del lago, declarando el establecimiento de la República Martyazo. Testigos presenciales informaron innumerables atrocidades, y los insurgentes armados hutus procedieron a matar a todos los tutsis a la vista, así como a los hutus que se negaron a unirse a la rebelión. Se estima que durante este brote inicial de hutu, fueron asesinadas entre 800 y 1200 personas.
En respuesta a la violencia, el presidente Michel Micombero (tutsi) proclamó la ley marcial. Sus fuerzas armadas mataron a los hutus en masa. Las fases iniciales del genocidio fueron claramente orquestadas, con listas de objetivos que incluían a los hutu educados (la élite) y los militares entrenados. Una vez que esto se había completado, el ejército controlado por los tutsis se movió contra las poblaciones civiles más grandes.
Las autoridades gubernamentales controladas por los tutsis originalmente estimaron que aproximadamente 15 000 habían sido asesinados, mientras que los opositores Hutu afirmaron que el número era mucho más cercano a los 300 000. Hoy, las estimaciones se ubican entre estas dos cifras, entre 80 000 y 210 000 muertos.
Se estima que varios cientos de miles de hutu han huido del genocidio a Zaire, Ruanda y Tanzania.
Contraataques por los hutus después del genocidio '72.
Durante los días 29 y 30 de abril, los rebeldes armados de Burundi (Hutu) se aliaron con los exiliados (Zelí) de Zaire y atacaron el sur de Burundi, Gitega y Buyumbura. Estaban tratando de hacer una república dominada por los hutu y deshacerse de los tutsis. El gobierno hutu declara que hubo alrededor de 50 000 muertes, la mayoría de ellas tutsis. Sin embargo, la mayoría de los observadores del evento creen que la cifra de 50 000 es muy exagerada. Los observadores también concluyeron evidencia de que hubo un intento de elementos hutu para derrocar al gobierno de Micombero. Hubo alrededor de 4-5 mil hutus involucrados en este ataque. No tuvieron un recuento, pero estimaron que se mataron 3000 Tutsis en la primera semana. No hay evidencia de que los mulelistas estuvieran involucrados con la violencia, pero se usaron señales, atuendos y cantos de mulelistas. Esto fue parte de un patrón histórico de grupo mayoritario resentido por la dominación de una minoría.
Burundi fue declarada zona de desastre el 1 de mayo. Después de utilizar $ 25 000 del fondo de contingencia de ayuda de la Cuenta de Ayuda Mundial en Desastres, Burundi solicitó a los Estados Unidos otros $ 75 000, los cuales fueron inmediatamente otorgados. La mayor parte del dinero se usó para comprar bienes localmente o de países cercanos; Los artículos incluían mantas, dos ambulancias, comida, ropa y transporte.
En 1976, el coronel Jean-Baptiste Bagaza tomó el poder en un golpe sin derramamiento de sangre. Aunque Bagaza dirigió un régimen militar dominado por los Tutsi, promovió la reforma agraria, la reforma electoral y la reconciliación nacional. En 1981 se promulgó una nueva Constitución. En 1984, Bagaza fue elegido jefe de Estado, como único candidato. Tras su elección, el respeto por los Derechos Humanos se deterioró, ya que suprimió algunas actividades religiosas e hizo detener a miembros de la oposición política.
En 1987, el Comandante Pierre Buyoya derrocó al Coronael Bagaza. Disolvió los partidos de oposición, suspendió la Constitución de 1981 e instituyó el Comité Militar para la Salvación Nacional (CMSN). Durante 1988 la tensión entre la minoría tutsi, en el poder, y la mayoría hutu aumentó, lo que resultó en la confrontación violenta entre el Ejército, la oposición hutu y los tutsis de la línea dura. Durante este periodo se calcula que murieron unas 150.000 personas, con cientos de miles de refugiados huyendo a los países vecinos. Buyoya formó una comisión para investigar las causas de los disturbios de 1988 y redactar una carta para la reforma democrática.
En octubre de 1990, los exiliados ruandeses, en su mayoría tutsi, que habían servido durante años en las Fuerzas Armadas de Uganda, invadieron Ruanda. Los siguientes tres años consistieron en una guerra entre el gobierno hutu y las fuerzas invasoras conocidas como el Frente Patriótico de Ruanda. En 1993, emisarios de las Naciones Unidas y la Organización de la Unidad Africana (OUA) hicieron un acuerdo de paz. El cese al fuego estuvo vigente desde entonces hasta el 6 de abril. El 6 de abril de 1994, los presidentes de Burundi y Ruanda regresaron a la capital ruandesa de Kigali con otros líderes regionales de las conversaciones de paz en Tanzania. El presidente de Ruanda estuvo bajo una fuerte presión internacional para implementar el acuerdo de paz de 1993.
En junio de 1993, en Burundi, el Partido Hutu, Front pour la Démocratie au Burundi, FRODEBU, y su candidato presidencial, Melchior Ndadaye, ganaron la elección y formaron el primer gobierno hutu en el país. Las tensiones comenzaron a aumentar casi de inmediato. Pequeñas bandas de "pandillas" hutu y tutsi lucharon constantemente tanto dentro como alrededor de la capital de entonces, Buyumbura, a menudo formando grupos más grandes armados con machetes y atacándose unos a otros.
Las tensiones finalmente llegaron al punto de ebullición el 21 de octubre de 1993 cuando el presidente Ndadaye fue asesinado y el país descendió a un período de conflicto civil. Algunas estructuras de FRODEBU respondieron violentamente al asesinato de Ndadaye, matando a "posiblemente hasta 25,000 Tutsi". Tratando de restablecer el orden, elementos del ejército de Burundi y civiles tutsi lanzaron ataques contra Hutus, incluidos civiles inocentes y rebeldes, lo que provocó "al menos tantas" muertes como las causadas por la rebelión inicial.
En 2002, la Comisión Internacional de Investigación de las Naciones Unidas para Burundi calificó el asesinato en masa de Tutsis en 1993 como un genocidio.
Fue asesinado por facciones de las Fuerzas Armadas, dominadas por los Tutsis, en octubre de aquel año. El país se enfrentó en la Guerra Civil de Burundi, que acabó con la vida de decenas de miles de seres humanos y acabó con cientos de miles de desplazados hasta el momento en el que el gobierno del FRODEBU recuperó el control y eligió a Cyprien Ntaryamira como presidente en enero de 1994. Sin embargo, la situación no dejaba de deteriorarse.
En abril de 1994, el presidente Ntaryamira y el Presidente de Ruanda Juvénal Habyarimana murieron al ser derribado por un misil el avión en el que regresaban de Arusha (Tanzania). Este hecho marcó el comienzo del genocidio de Ruanda, mientras que en Burundi, la muerte de Ntaryamira exacerbó la violencia y los disturbios, aunque no hubo una masacre generalizada. Sylvestre Ntibantunganya comenzó una presidencia que debía durar 4 años el 8 de abril, pero la situación empeoró. La llegada de cientos de miles de refugiados ruandeses y las actividades de grupos armados hutus y tutsis desestabilizaron el régimen.
El 25 de julio de 1996, el gobierno fue derrocado en un golpe de Estado dirigido por Buyoya. La guerra civil continuó, a pesar de los esfuerzos de la comunidad internacional para iniciar un proceso de paz. El proceso finalmente se ha desarrollado desde 2001, cuando se creó un gobierno en el que el poder era compartido. En 2003, Domitien Ndayizeye, el vicepresidente hutu, fue nombrado presidente, como decía el acuerdo de reparto de poder.
A lo largo de toda la segunda guerra del Congo, Burundi se vio involucrado en mayor o menor medida. Primero como aliado de Ruanda y Uganda contra las fuerzas de Laurent Kabila, y después como uno de los interventores en este grave conflicto internacional.
Las elecciones celebradas a mediados de 2005 fueron ganadas por el antiguo grupo rebelde hutu Consejo Nacional para la Defensa de la Democracia-Fuerzas para la Defensa de la Democracia (CNDD-FDD).

## Crisis política del 2015
Pierre Nkurunziza se mantuvo como presidente de Burundi después de ser elegido por primera vez en 2005 y reelegido en 2010. El 25 de abril de 2015 el presidente anunció que se volvería a presentar a las elecciones presidenciales burundesas de 2015 para mantener el poder durante un tercer mandato consecutivo. El 5 de mayo su candidatura fue aprobada por la Corte Constitucional del país. Esta decisión resultó controvertida. A continuación, su vicepresidente dimitió alegando que había sufrido "presiones enormes y amenazas de muerte".
El 13 de mayo de 2015 el general Godefroid Niyombare, antiguo jefe mayor del ejército burundés anunció en una radio privada un golpe de Estado contra el presidente Nkurunziza mientras este estaba viajando a Dar es-Salaam, Tanzania. Pese a ello, Nkurunziza desmintió el golpe de Estado y anunció su regreso al país. El general golpista ordenó el cierre de las fronteras y del aeropuerto de Buyumbura.
El 14 de mayo los golpistas intentaron tomar el control de la Radio-Televisión Nacional de Burundi que continuaba bajo el control de las fuerzas leales al gobierno. Además, también hubo combates para controlar otros medios de comunicación como la Radio Pública Africana. En el anochecer del mismo día, Pierre Nkurunziza anunció que había vuelto a Burundi.
Los grupos de oposición anunciaron el 26 de junio que boicotearían las próximas elecciones.
En declaraciones a un canal de televisión de Kenia el 6 de julio, uno de los líderes del golpe, el general Leonard Ngendakumana, llamó a la rebelión armada contra Nkurunziza. Se informó de combates en el norte de Burundi el 10 y 11 de julio. El ejército dijo el 13 de julio que 31 rebeldes habían muerto y 170 habían sido capturados en esas batallas; dijo que seis de sus propios soldados también habían resultado heridos. El gobierno de Burundi declaró que los rebeldes habían cruzado al norte de Burundi a través del bosque de Nyungwe desde Ruanda, pero el gobierno de Ruanda lo negó. Ngendakumana dijo que los rebeldes eran de su grupo.
Poco después de que se celebraran las elecciones el 21 de julio, sin la participación de la oposición, el principal líder de la oposición, Agathon Rwasa, propuso la formación de un gobierno de unidad nacional, al tiempo que advirtió sobre el potencial de más violencia y rebelión armada contra Nkurunziza. Como condiciones para participar en tal gobierno, Rwasa dijo que el tercer mandato de Nkurunziza tendría que acortarse en gran medida a no más de un año y que tendrían que celebrarse nuevas elecciones, aunque admitió que dudaba que Nkurunziza aceptara esas condiciones. También instó a aquellos que esperan expulsar a Nkurunziza a través de la violencia a centrarse en cambio en el diálogo. El gobierno dio la bienvenida a la idea de formar un gobierno de unidad nacional, pero rechazó la idea de truncar el nuevo mandato de Nkurunziza.
Los resultados de las elecciones presidenciales se anunciaron el 24 de julio de 2015. Nkurunziza ganó las elecciones con el 69,41% de los votos. Agathon Rwasa ocupó el segundo lugar y se le atribuyó el 18,99 % a pesar de pedir un boicot.
El 30 de septiembre de 2016, el Consejo de Derechos Humanos de las Naciones Unidas estableció la Comisión de Investigación sobre Burundi mediante la resolución 33/24. Su mandato es "realizar una investigación exhaustiva de las violaciones y abusos de los derechos humanos cometidos en Burundi desde abril de 2015, para identificar a los presuntos autores y formular recomendaciones". El 29 de septiembre de 2017, la Comisión de Investigación sobre Burundi instó al gobierno de Burundi a poner fin a las graves violaciones de derechos humanos. Además, subrayó que "hasta ahora, el gobierno de Burundi se ha negado a cooperar con la Comisión de Investigación, a pesar de las reiteradas solicitudes e iniciativas de la Comisión". 

## Actualidad
En un referéndum constitucional en mayo de 2018, los burundeses votaron por un 79,08 % para aprobar una constitución enmendada que garantizaba que Nkurunziza pudiera permanecer en el poder hasta 2034. Sin embargo, para sorpresa de la mayoría de los observadores, Nkurunziza anunció más tarde que no tenía la intención de cumplir otro mandato, allanando el camino para la elección de un nuevo presidente en las elecciones generales de 2020.
El 24 de diciembre de 2018, el gobierno trasladó la capital política de Burundi de Buyumbura a Gitega, donde había estado hasta 1966.
La amenaza de la pandemia de Covid-19 fue minimizada oficialmente por el régimen. La Presidencia emitió un comunicado en el que advirtió a su población contra "medidas precipitadas, extremas y unilaterales" contra el virus.Human Rights Watch informó que a algunas enfermeras se les había dicho que "no hablaran sobre casos sospechosos, patrones de síntomas o recursos insuficientes".

### Post-Nkurunziza (2020-presente)
El 20 de mayo de 2020, Évariste Ndayishimiye, un candidato elegido personalmente como sucesor de Nkurunziza por el CNDD-FDD, ganó las elecciones con el 71,45 % de los votos. Poco después, el 9 de junio de 2020, Nkurunziza murió de un paro cardíaco, a la edad de 55 años. Hubo algunas especulaciones de que su muerte estuvo relacionada con el Covid-19, aunque esto no está confirmado. Según la constitución, Pascal Nyabenda, presidente de la asamblea nacional, dirigió el gobierno hasta la toma de posesión de Ndayishimiye el 18 de junio de 2020.
Inicialmente, Ndayishimiye adoptó una respuesta más fuerte a la pandemia de covid-19 que su predecesor, llamando al virus el "peor enemigo" de la nación poco después de asumir el cargo. En enero de 2021, cerró las fronteras nacionales, después de haber emitido previamente una declaración en la que decía que cualquier persona que trajera Covid a Burundi sería tratada como "personas que traen armas para matar a los burundeses". En febrero de 2021, sin embargo, Burundi se unió a Tanzania al ser las únicas naciones africanas en rechazar las vacunas del esquema COVAX: el ministro de salud Thaddee Ndikumana afirmó que “dado que más del 95% de los pacientes se están recuperando, estimamos que las vacunas aún no son necesarias”. Hasta junio de 2021, Burundi aún no ha hecho ningún esfuerzo para adquirir vacunas, siendo uno de los tres países que no dieron dicho paso.